# Inka Machulková
Inka Machulková, rodným jménem Olga Popková, později Schmolling, (8. listopadu 1933 Praha – 27. března 2014 Mnichov) byla česká básnířka, jedna z nejvýraznějších představitelek české beatnické poezie.
Roku 1952 maturovala na Dívčím reálném gymnáziu Elišky Krásnohorské v Praze, poté dálkově vystudovala chemii na Vysoké škole chemicko-technologické, absolvovala roku 1960. V padesátých a šedesátých letech prošla několika zaměstnáními (vývojářka, závoznice, pomocná dělnice, laborantka, překladatelka v Ústavu pro výzkum motorových vozidel, statistka ve Filmovém studiu Barrandov). Roku 1968 emigrovala do Západního Německa a usadila se v Mnichově. Zde pracovala ve filmovém studiu Bavaria Atelier, v chemických firmách Linde a Siemens, v Bavorské státní knihovně, ale často byla též nezaměstnaná. Jejími syny jsou fotograf, kurátor a mediální pedagog Jan Schmolling a jazzový klavírista Marc Schmolling. Zemřela v Mnichově ve věku 80 let.
Již v šedesátých letech přispívala do různých literárních periodik. Později vydala několik sbírek, mezi něž patří například Kahúčú, Neúplný čas mokré trávy a Probuzení hráči. Roku 2010 vydala sbírku Zamkni les a pojď, která sestává z básní z šedesátých let.